# Der Mondbär
Der Mondbär ist eine 48-teilige Zeichentrickserie nach den Büchern von Rolf Fänger und Ulrike Möltgen. Die Drehbücher schrieben John Patterson, Mark Slater und Gabriele M. Walther, für die Regie waren Mike Maurus und für die Animation Zhijian Xu zuständig. Ab dem 15. September 2007 hatte die erste Staffel im KiKA Premiere, die zweite folgte 2009. Beide umfassten je 22 Folgen. Staffel 3 mit nur noch vier weitere Folgen schloss die Serie dort 2011 ab.

## Inhalt
Der Mondbär lebt zusammen mit vielen anderen Tieren im Wald. Seinen Namen bekam er von seinen Freunden, als er eines Tages den Mond vom Himmel holte, weil er sich sehr einsam fühlte. Aber seine Freunde konnten ihn dann überzeugen, ihn wieder an den nächtlichen Himmel zu lassen. Mit seinen Freunden, einem alten Dachs, einem Raben und anderen, erlebt er viele Abenteuer.

## Veröffentlichungen
Am 16. Oktober 2008 brachte die Universum Film Der Mondbär – Das große Kinoabenteuer in die deutschen Kinos. Die Produzenten des Filmes waren Rolf Fänger und Ulrike Möltgen, Regie wurde von Mike Maurus und Thomas Bodenstein geführt. Dieser Film erschien am 20. März 2009 auf DVD und die Erstausstrahlung im deutschen Fernsehen lief im KiKA am 15. September 2009. Zur Serie sind zwei DVD-Boxen mit den ersten 44 Folgen sowie mehrere Bücher erschienen.
Darüber hinaus brachte Anna Fänger, die Tochter des inzwischen verstorbenen Autors Rolf Fänger, den Mondbären 2012 als Puppentheater auf die Bühne. Die ca. 40- minütige Vorstellung wird für Kinder ab drei Jahren empfohlen und orientiert sich an den Originaltexten. Zusätzlich vertreibt der Verlag Mondbär-Merchandising-Produkte, wie etwa Plüschtiere, Spiele und Kleidung.
Neben der Fernsehserie und den Hörspielen sind im Coppenrath Verlag Münster u. a. folgende Bücher über den Mondbär erschienen:
| Titel                                   | Erschienen | ISBN              |
| --------------------------------------- | ---------- | ----------------- |
| Der kleine Mondbär                      | 2000       | 978-38157-1967-3  |
| Der kleine Mondbär und die Farben       | 2006       | 978-38157-4342-3  |
| Erzähl mir ein Märchen, kleiner Mondbär | 2007       | 978-38157-3536-7  |
| Der Mondbär geht baden                  | 2010       | 978-38157-7024-5  |
| Der kleine Mondbär sagt „Gute Nacht!“   | 2012       | 978-38157-61053-3 |